# Вольф, Лев Ильич
Лев Ильич Вольф (12 (24).02.1893, Ичня — 1938) — советский хозяйственный деятель, управляющий трестом «Сахалиннефть» (1936—1937).
Родился 12 (24).02.1893 в местечке Ичня Черниговской губернии в многодетной еврейской семье.
В 1910—1914 гг. работал счетоводом, бухгалтером, зав. складом, репетитором.
В 1914 г. мобилизован в армию. В 1915 году дезертировал. Через Приамурье, Китай и Японию добрался до США, работал на фабрике. В 1917 году учился в Нью-Йоркском техническом институте на факультете гражданских инженеров.
В 1918 г. вступил в социалистическую партию США, в 1919 г. — в компартию США.
В 1920 году вернулся в Россию. Работал в наркомате иностранных дел:
- 1920—1921 контролер радиотелеграфа,
- 1921—1924 сотрудник для поручений агентства НКИД в Ленинграде,
- 1925—1926 второй секретарь Посольства СССР в Японии,
- 1926—1929 агент НКИД на Сахалине.

В 1930—1934 гг. помощник управляющего трестом «Сахалиннефть» по плану, кадрам, бухгалтерии и финансам. В 1934—1935 гг. слушатель Высших академических курсов при наркомате нефтяной промышленности в Москве.
С 1 января 1936 года управляющий трестом «Сахалиннефть». В период его руководства трест впервые за всю свою историю выполнил план по добыче нефти (300 тысяч тонн).
Арестован в конце августа 1937 года. Приговорен к ВМН. Дата приведения приговора в исполнение не известна. Реабилитирован в 1956 году.